# Chaldejská eparchie Mar Addaie v Torontu
Chaldejská eparchie svatého Tomáše Apoštola v Detroitu je eparchie chaldejské katolické církve, nacházející se v Kanadě, která je bezprostředně podřízena Svatému Stolci.

## Území

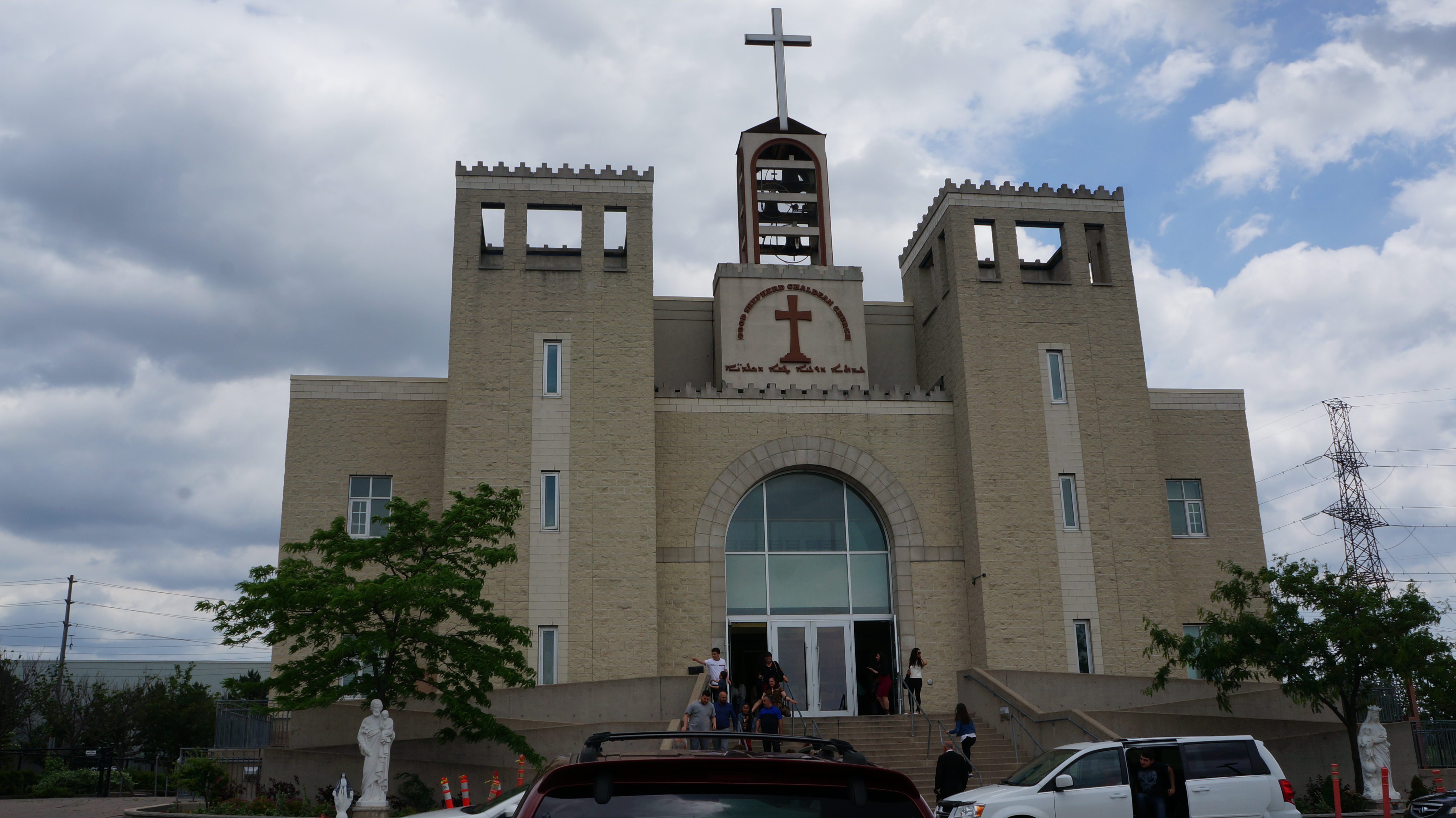
Katedrála Dobrého Pastýře v Torontu.

Eparchie zahrnuje všechny chaldejské věřící na území Kanady.
Eparchiálním sídlem je město Toronto, kde se nachází hlavní chrám Dobrého Pastýře.

## Historie
Dne l0. června 2011 byla bulou Qui regimen papeže Benedikta XVI. zřízena eparchie v Torontu pro chaldejské věřící. JIž před tím, od roku 1993, byl chaldejský arcibiskup Hanna Zora pověřen péčí o chaldejskou komunitu v Torontu. 